# Kilencedik isonzói csata
A IX. isonzói csatára 1916. október 31. és november 4. között került sor Olaszország és a Monarchia csapatai között. A IX. isonzói csata, hasonlóan a VII. és a VIII. isonzói csatához egy olyan felőrlő és győzelmet kierőszakoló támadás-sorozat része volt, melyeknek olasz célja a háború eldöntése a tél beállta előtt. Az olasz hadvezetés tudta, hogy a Monarchia nem képes támadni létszámhiánya miatt, és igyekszik egy hosszú állóháborúra berendezkedni, így elnyújtva a háborút 1917-re. Az olaszoknak tehát gyorsan kellett cselekedniük, és e gyors cselekvésekben a veszteségek óriásiak voltak.

## A Monarchia védekezési stratégiája
A hatodik isonzói csata után a Monarchia frontvonala keletebbre húzódott, mint annak előtte, a magas hegyláncok eleve természetes védelmi vonalat képeztek, melyet az olaszok hiába próbáltak elfoglalni. A Monarchia erős védelmi vonalat épített ki, melynek megvalósításán a nyugati frontról érkezett német hadmérnökök is segédkeztek. A védelem igyekezett rugalmas lenni: a magas hegycsúcsokon figyelőállásokat építettek ki, így az olaszok hadmozdulatait végig szemmel tudták tartani, és az erősítés megszervezése is könnyebben működött.

## A csata
Maga a támadás Görz térségéből indult meg, az olasz támadás – csakúgy mint a VII. és a VIII. isonzói csata során – megint kifulladt, a Monarchia csapatainak állásait még megközelíteni sem sikerült. Az olaszok 4 napos csata után visszavonultak és berendezkedtek a frontvonalukban az 1916-os télre.

## Eredmények
Csakúgy mint a hetedik isonzói csata és a nyolcadik isonzói csata, ez a támadás sem járt eredménnyel, területet nem sikerült elfoglalni, a frontok ugyanazok maradtak, melyek a hatodik isonzói csata után kialakultak. Az olaszoknak nem sikerült az 1916-os tél beállta előtt döntő győzelmet aratniuk a térségben, így kénytelenek voltak a télre berendezkedni. A Monarchiának – védelmi rendszerének köszönhetően – nem kellett tartania olasz áttöréstől, a tél folyamán pedig még több utánpótlás és német hadmérnök érkezett a frontra, megalapozva egy későbbi offenzívát is.

## Kapcsolódó szócikk
- Isonzói csaták